# 劉翾
劉翾（1527年—？），字惟翰，號見嵩，四川成都府內江縣人，民籍，明朝政治人物。

## 生平
由縣學附學生中式四川鄉試第五名舉人，嘉靖四十一年（1562年）壬戌科會試第一百四十七名，第三甲第五十五名進士。授陕西渭南縣知縣，擢授監察御史，萬曆元年（1573年）升浙江按察司副使，官至浙江布政使司參政。

## 家族
曾祖劉時和；祖父劉綵，教授贈布政司參議；父劉望之，大理寺卿進階中奉大夫；前母田氏（贈恭人）；張氏（封恭人）。嚴侍下。兄劉三正（按察司僉事）；劉涵（府通判）；劉潭；劉克讓，弟劉翲，隆慶進士；劉䎘；劉翊；劉翿；劉翉；劉詡；劉翧；劉䎖。

## 外部連結
- 内江一古墓沉睡明代两高官